# Daan Frenkel

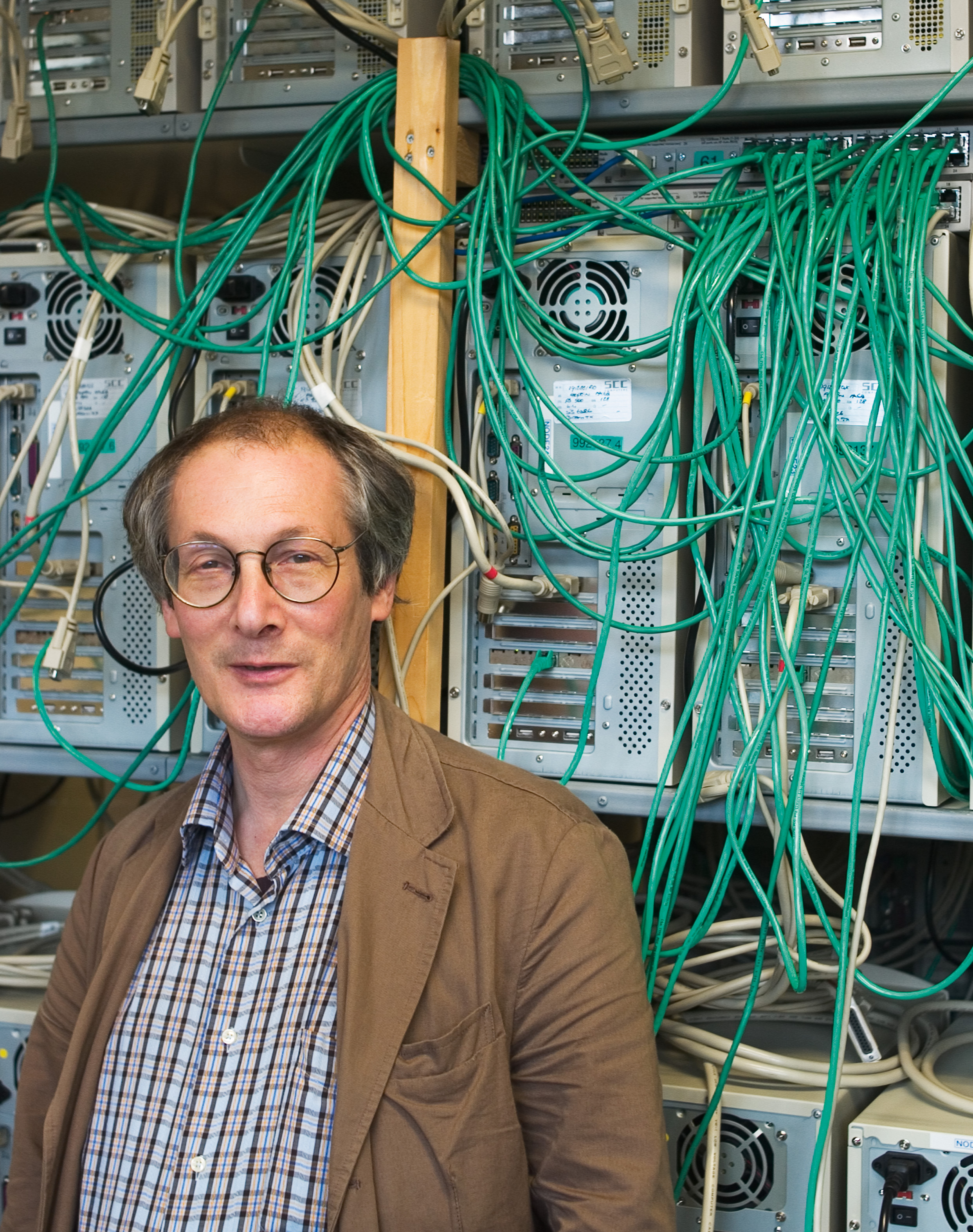
Daan Frenkel (2000)

Daan Frenkel (* 1948) ist ein niederländischer theoretischer Chemiker. Er ist Professor an der University of Cambridge.
Frenkel studierte ab 1966 Chemie an der Universität Amsterdam mit dem Diplom 1972 und der Promotion in Physikalischer Chemie 1977 bei Jan van der Elsken mit der Arbeit Rotational relaxation of linear molecules in dense noble gases. Als Post-Doktorand war er an der University of California, Los Angeles (UCLA), 1980/81 bei Shell Research in Amsterdam und 1981 bis 1986 Dozent an der Universität Utrecht. Ab 1987 war er am  FOM Institute for Atomic and Molecular Physics in Amsterdam und in Teilzeit Professor an der Universität Utrecht (bis 2007), ab 1998 außerdem in Teilzeit Professor an der Universität Amsterdam (bis 2013) am Van t´Hoff Institute of Molecular Science und ab 2007 Professor für Theoretische Chemie in Cambridge. Seit 2011 leitet er dort die Chemiefakultät.
Er verwendet molekulare Simulationsmethoden um Stabilität und Bildungsrate selbst-assemblierender molekularer Strukturen und Materialien zu untersuchen. Er berechnete die vollständigen Phasendiagramme einfacher Modelle von Flüssigkeitskristallen mit Hilfe von fortgeschrittenen Monte-Carlo-Verfahren (MC) zur Berechnung der freien Energie. Bei ähnlichen Untersuchungen zum Phasenverhalten von Kolloiden, Molekülketten und deren Mischungen entwickelte er eine mächtige Verallgemeinerung des MC, Configurational Bias Monte Carlo. Später wandte er sich der Keimbildung bei Kristallisation zu und entwickelte neue Methoden zur Berechnung von Keimbildungsbarrieren und -raten. Diese Methoden und Erweiterungen davon wandte er auch auf den DNA-vermittelten Selbstzusammenbau von Molekülen im Nanobereich an. Er befasste sich auch mit granularer Materie.
Für 2016 wurde ihm die Boltzmann-Medaille zugesprochen für seine wesentlichen Beiträge zum Verständnis im Rahmen der statistischen Mechanik von Kinetik, Selbstaufbau und Phasenverhalten komplexer makromolekularer, kolloidaler und biomolekularer Systeme durch hochinnovative Simulationstechniken (Laudatio). Weiter lobte ihn die Laudatio als den wahrscheinlich kreativsten und diversesten Simulator weicher Materie in seiner Generation.
2000 erhielt er den Spinoza-Preis, 2007 den Wolfson Merit Award der Royal Society, den Bernie Alder-CECAM Prize der Europäischen Physikalischen Gesellschaft und den Aneesur-Rahman-Preis, 2011 den Joseph O. Hirschfelder Prize und 2008 einen Advanced Grant des European Research Council. Er ist Fellow der Royal Society (2006), Mitglied der Academia Europaea (2013),  Fellow der Royal Society of Chemistry, der Third World Academy of Sciences, der American Academy of Arts and Sciences (2008), der Königlich Niederländischen Akademie der Wissenschaften (1998) und der National Academy of Sciences (2016).  Er ist Ehrendoktor der Universität Edinburgh und war Bourke Lecturer der Royal Society of Chemistry und 2013 Hinshelwood Lecturer in Oxford. 2018 wurde ein Asteroid nach ihm benannt: (12651) Frenkel. 2019 ist er Inhaber der Lars Onsager Professorship. 2022 wurde er mit der Lorentz-Medaille der KNAW ausgezeichnet.

## Schriften
- mit Berend Smit: Understanding Molecular Simulation: from algorithms to applications, Academic Press, 2. Auflage 2001